# Mérignas
Mérignas – miejscowość i gmina we Francji, w regionie Nowa Akwitania, w departamencie Żyronda.
Według danych na rok 1990 gminę zamieszkiwało 295 osób, a gęstość zaludnienia wynosiła 31 osób/km² (wśród 2290 gmin Akwitanii Mérignas plasuje się na 885. miejscu pod względem liczby ludności, natomiast pod względem powierzchni na miejscu 1097.).